# Edna O'Brien
Pour les articles homonymes, voir O'Brien.
Edna O'Brien, née le 15 décembre 1930 à Tuamgraney (comté de Clare, État libre d'Irlande) et morte le 27 juillet 2024 à Londres (Royaume-Uni), est une romancière, nouvelliste, dramaturge et scénariste irlandaise.
Son œuvre est souvent centrée sur les émotions intimes des femmes, sur leurs problèmes de relations aux hommes et à la société dans son ensemble. De par leur contenu (on y parle ouvertement de sexualité), ses romans contestent ouvertement l'ordre moral et familial de l'Irlande catholique et nationaliste, contribuant ainsi à alimenter ce que l'on a appelé le révisionnisme culturel irlandais.

## Biographie
Josephine Edna O'Brien est née dans un milieu rural éloigné et conservateur, un endroit qu’elle devait décrire plus tard comme « ardent », « replié » et « catastrophique ». Selon Edna O'Brien, sa mère était une femme forte et autoritaire qui avait émigré pour un temps en Amérique et travaillé comme employée de maison dans une famille aisée de New York avant de rentrer en Irlande pour y fonder sa propre famille.
Son père, un paysan alcoolique et violent, a plusieurs fois menacé sa famille avec un revolver.
Edna O'Brien obtient en 1950 son diplôme en pharmacie. Contre la volonté de ses parents, elle épouse en 1952 l’écrivain irlando-tchèque Ernest Gébler et le couple s’installe à Londres. Ils auront deux fils, Carlos et Sasha, avant de se séparer en 1964.
En Irlande, Edna O'Brien lit Tolstoï, Thackeray et F. Scott Fitzgerald. Le premier livre qu’elle a acheté est Introducing James Joyce de T. S. Eliot. Selon elle, c’est la lecture du récit de James Joyce Portrait de l'artiste en jeune homme qui lui a fait comprendre qu’elle voulait consacrer le reste de sa vie à la littérature.
Elle publie son premier livre, titré initialement La Jeune irlandaise puis Les Filles de la campagne (The Country Girls) en 1960, première partie d’une trilogie romanesque comprenant aussi The Lonely Girl (1962) et Girls in Their Married Bliss (1964). Peu après leur publication, ces livres sont violemment attaqués puis interdits en Irlande en raison de la description explicite de la vie sexuelle de leurs personnages, et «manque de religion».
Le roman A Pagan Place, publié en 1970, traitait de son enfance dans une ville irlandaise à l’environnement répressif. De fait, ses parents étaient violemment opposés à tout ce qui se rapportait à la littérature, et sa mère désapprouvait fortement sa carrière d’écrivaine.
Elle a quelques histoires d'amour, y compris avec Robert Mitchum, et en 1972 écrit Nuit sous l'emprise de LSD, expérience qui modifia son écriture.
En 1981, elle écrit une pièce de théâtre, Virginia, consacrée à Virginia Woolf. La pièce est représentée d’abord au Canada, puis à Londres. Elle est également l’autrice de biographies de James Joyce et de Lord Byron.
Au fil de sa carrière d'écrivaine, elle reçoit de nombreuses récompenses pour ses œuvres, notamment le prix Kingsley Amis Award en 1962, et le Los Angeles Times Book Prize en 1990. En 2006, elle est nommée professeure de littérature anglaise à l’University College de Dublin et, en 2009, on lui attribue pour l’ensemble de son œuvre le Bob Hughes Lifetime Achievement Award.
En 2019, le jury du Prix Femina lui remet un prix spécial pour l'ensemble de son œuvre,.
Edna O'Brien meurt le 27 juillet 2024 à Londres des suites d’une longue maladie à l’âge de 93 ans,.

## Œuvre

### Romans

#### TrilogieCountry Girls
- The Country Girls (1960) Publié en français sous le titre La Jeune Irlandaise, traduit par Janine Michel, Paris, Julliard, 1960 ; réédition sous le titre Fille de la campagne
- The Lonely Girl (1962), aussi paru sous le titre The Girl with Green Eyes en 1964 Publié en français sous le titre Jeunes filles seules, traduit par Daria Olicier, Paris, Presses de la Cité, 1962, 258 p.
- Girl in Their Married Bliss (1964)
- Intégrale Les Filles de la campagne  (The Country girls trilogy and epilogue), Fayard, 1988

#### Autres romans
- August Is a Wicked Month (1965) Publié en français sous le titre Le Joli Mois d'août, traduit par Marcelle Vincent et Maurice Rambaud, Paris, Éditions Gallimard, coll. « Le Livre du jour », 1968, 237p. ; réédition, Paris, Fayard, 1998, 220 p.  (ISBN 2-213-59821-5)
- Casualties of Peace (1966) Publié en français sous le titre Les Victimes de la paix, traduit par Léo Dilé, Paris, Éditions Fayard, 1991, 180p.  (ISBN 978-2213026114) ; réédition, Paris, LGF, coll. « Le Livre de poche. Biblio » no 3219, 1994
- A Pagan Place (1970) Publié en français sous le titre Les Païens d'Irlande, traduit par Roger Giroux, Paris, Éditions Gallimard, Du monde entier, 1973, 228 p. ; réédition, Paris, Fayard, 1996, 232 p.  (ISBN 2-213-59662-X)
- Zee & Co (1971)
- Night (1972) Publié en français sous le titre Nuit, traduit par Jean-Baptiste de Seynes, Paris, Éditions Fayard, 1994, 220 p.  (ISBN 978-2213591780)
- Johnny, I Hardly Knew You (1977) (aussi paru sous le titre I Hardly Knew You) Publié en français sous le titre Qui étais-tu, Johnny ?, traduit par Léo Dilé, Paris, Éditions Fayard, 1990, 178 p.  (ISBN 978-2213024141)
- The High Road (1988) Publié en français sous le titre Les Grands Chemins, traduit par Léo Dilé, Paris, Éditions Fayard, 1990, 269 p.  (ISBN 978-2213023564)
- Time and Tide (1992) Publié en français sous le titre Vents et Marées, traduit par Léo Dilé, Paris, Éditions Fayard, 1993, 426 p.  (ISBN 978-2213030296)
- House of Splendid Isolation (1994) Publié en français sous le titre La Maison du splendide isolement, traduit par Jean-Baptiste de Seynes, Paris, Éditions Fayard, 1995, 289 p.  (ISBN 978-2213594316) ; réédition, Paris, 10/18 coll. « Domaine étranger » no 3622, 2004, 283 p.  (ISBN 2-264-03928-0) ; réédition, Paris, Sabine Wespieser Éditeur, 2013
- Down by the River (1996) Publié en français sous le titre Tu ne tueras point, traduit par Pierre-Emmanuel Dauzat, Paris, Éditions Fayard, 1998, 349 p.  (ISBN 978-2213601694) ; réédition, Paris, LGF, coll. « Le Livre de poche. Biblio » no 3344, 2001
- Wild December (1999) Publié en français sous le titre Décembres fous, traduit par Éric Diacon, Paris, Éditions Fayard, 2001, 315 p.  (ISBN 978-2213608815) ; réédition, Paris, 10/18 coll. « Domaine étranger » no 3623, 2004, 308 p.  (ISBN 2-264-03927-2)
- In the Forest (2002) Publié en français sous le titre Dans la forêt, traduit par Pierre-Emmanuel Dauzat, Paris, Éditions Fayard, 2003, 300 p.  (ISBN 978-2264039309) ; réédition, Paris, 10/18 coll. « Domaine étranger » no 3795, 2005, 289 p.  (ISBN 2-264-03930-2) ; réédition, Paris, Sabine Wespieser Éditeur, 2017, 360 p.  (ISBN 978-2-84805-221-2)
- The Light of Evening (2006) Publié en français sous le titre Crépuscule irlandais, traduit par Pierre-Emmanuel Dauzat, Paris, Sabine Wespieser Éditeur, 2010, 317 p.  (ISBN 978-2-84805-157-4) ; réédition, Paris, 10/18 coll. « Domaine étranger » no 4529, 2012, 382 p.  (ISBN 978-2-264-05408-1)
- The Little Red Chairs (2015) Publié en français sous le titre Les Petites Chaises rouges, traduit par Aude de Saint-Loup et Pierre-Emmanuel Dauzat, Paris, Sabine Wespieser Éditeur, 2016, 367 p.  (ISBN 978-2-84805-210-6) ; réédition, Paris, LGF, coll. « Le Livre de poche » no 34949, 2018  (ISBN 978-2-253-07074-0)
- Girl (2019) Traduit de l’anglais par Aude de Saint-Loup et Pierre-Emmanuel Dauzat, Sabine Wespieser éditeur, Paris, 2019, 256 p.,  (ISBN 978-2-8480-5330-1)[10]

### Recueils de nouvelles
- The Love Object (1968) Publié en français sous le titre L'Objet d'amour, traduit par Pierre-Emmanuel Dauzat, Paris, supplément de Vogue no 939, 2013, 63 p.
- A Scandalous Woman, and Other Stories (1972)
- A Rose in the Heart: Love Stories (1978), aussi paru sous le titre Mrs. Reinhardt and Other Stories
- Returning: a Collection of Tales (1982)
- A Fanatic Heart (1984) Publié en français sous le titre Un cœur fanatique, traduit par Léo Dilé, Paris, Éditions Fayard, 1986, 500 p.  (ISBN 978-2213017365) ; réédition en deux volumes sous les titres Un cœur fanatique, Paris, LGF, coll. « Le Livre de poche. Biblio » no 3092, 1988 et Une rose dans le cœur, Paris, LGF, coll. « Le Livre de poche » no 3093, 1988
- Lantern Slides (1988) Publié en français sous le titre Lanterne magique, traduit par Léo Dilé, Paris, Éditions Fayard, 1992, 251 p.  (ISBN 978-2213027579) ; réédition, Paris, Stock, coll. « Bibliothèque cosmopolite », 1996, 245 p.
- Irish Revel (1998)
- Poolside (2007), recueil collectif
- Saints and Sinners (2011) Publié en français sous le titre Saints et Pécheurs, traduit par Pierre-Emmanuel Dauzat, Paris, Sabine Wespieser Éditeur, 2012,  (ISBN 978-2848051086)

### Théâtre
- A Pagan Place (1972), adaptation par O'Brien de son roman éponyme paru en 1970
- Virginia (publication en 1985 d'une pièce de théâtre montée en 1980[11])
- Iphigenia (2005)
- Triptych (2005)
- Haunted (2010)

### Autres publications
- Mother Ireland (1976)
- James and Nora: A Portrait of Joyce's Marriage (1981)
- On the Bone (1989), poésie
- Vanishing Ireland (1990), en collaboration avec Richard Fitzgerald
- James Joyce: a Biography (1999) Publié en français sous le titre James Joyce, traduit par Geneviève Bigant-Boddaert, Montréal, Éditions Fides, 2002, 241 p.  (ISBN 978-2762123210)
- Byron in Love (2009)
- Country Girl: a Memoir (2012) Publié en français sous le titre Fille de la campagne, traduit par Pierre-Emmanuel Dauzat, Paris, Sabine Wespieser, 2013, 480 p.  (ISBN 978-2848051369) ; réédition, Paris, LGF, coll. « Le Livre de poche » no 33512, 2014  (ISBN 978-2-253-19412-5)

### Scénarios pour le cinéma
- 1964 : La Fille aux yeux verts (Girl with Green Eyes), film britannique réalisé par Desmond Davis, scénario tiré par Edna O'Brien de son roman Jeunes filles seules (The Lonely Girl)
- 1966 : I Was Happy Here, film britannique réalisé par Desmond Davis, scénario tiré par Edna O'Brien de sa nouvelle A Woman by the Seaside
- 1969 : Auto-Stop girl (Three Into Two Won't Go), film britannique réalisé par Peter Hall, scénario signé Edna O'Brien tiré du roman éponyme d'Andrea Newman
- 1972 : Une belle tigresse (Zee and Co.), film britannique réalisé par Brian G. Hutton, scénario tiré par Edna O'Brien de son roman éponyme

## Récompenses
Son œuvre remporte une dizaine de prix, dont : 
- Irish PEN Award (en) (2001)
- Frank O'Connor International Short Story Award (en) (2011)
- PEN/Nabokov Award (2018)